# Мишо Марић
Миленко Мишо Марић (Петровац, 26. децембар 1939) јесте југословенски, српски и босанскохерцеговачки пјесник, књижевник, новинар и текстописац.

## Животопис
Миленко Мишо Марић рођен је 26. децембра 1939. године у Петровцу, од оца Уроша Марића и мајке Десе Смиљанић из Петровца. Мајка му је била из српске градске породице Смиљанића. Мајчини родитељи били су дјед Дане, који је био столар и баба Олга. Мишо је родом из Колунића. Мишин дјед Вид Марић био је сеоски кнез, а отац Урош Марић био је богати петровачки трговац у вријеме монархије. Мишо није рођен у Колунићу, јер је Урош са супругом још прије рата живио у Петровцу, али, како је Мишо сам рекао, Колунић никад није изашао из њега. Како Мишо биљежи, у првој половини априла 1941. године његовог оца Уроша, везаног жицом, одводе усташе на „присилни рад“, скупа са још девет Петровчана. Урош је био везан жицом са Славком Басаром, мужем Џехве Басара и оцем Драге Басаре. Урош се никад није вратио кући. Убијен је у близини Книна поткрај априла 1941. У истом том периоду, Мишину 20-годишњу мајку Десу и једноипогодишњег Мишу послали су у логор у Приједор, на покрштавање. Деса се није хтјела покрстити, а Мишо је у логору оболио од дизентерије. По повратку из логора, покупили су их Италијани и одвели у Книн. У Петровац су се вратили почетком маја 1945. По њих су на коњима, у партизанским униформама, дошли Мишини стричеви Витомир, Блаже и Симо и одвели их у Колунић. У рату су му страдала отац, оба дједа и баба по оцу. У Петровцу је Мишо завршио основну школу и нижу реалну гимназију. Вишу реалну гимназију је похађао у Бањалуци и Бихаћу. Након завршене гимназије уписао је право у Београду и студирао годину дана. Кад је мати доселила у Мостар, дошао је за њом и братом Јовицом 1961. године, те је уписао и завршио Вишу педагошку школу у Мостару. Након тога ванредно уписује и завршава Филозофски факултет у Београду, смјер српскохрватски језик и југословенска књижевност. Шест година је радио као наставник. Мостар је заволио, те се сматра и Петровчанином и Мостарцем. За њега „Петровац и Мостар су престонице свијета“ на његовој мапи срца.
Од 1969. до 1980. године био је уредник културне рубрике у мостарској „Слободи” и уредник и водитељ емисије „Недељом за младе” Радија Мостар. Од 1980. па до почетка грађанског рата у БиХ био је самостални уредник Културно-умјетничког програма Радио-телевизије Сарајево (РТВСА) и на крају шеф дописништва РТВСА у Мостару. Радио је као стални дописник за Радио Сарајево, лист за Југословене у иностранству „Југословенски дан”, лист Заједнице Југословенске лутрије „Ехо” и друге. Објављивао је у десетинама новина, магазина и књижевних часописа у СФРЈ.
У марту 1993. протјеран је из Мостара. Избјегао је у Енглеску, у Ексетер.

## Књижевни и умјетнички рад
Као гимназијалац, објављивао је радове у сарајевским „Малим новинама”, сарајевском „Ослобођењу”, бихаћкој „Крајини”. Био је заступљен у школским уџбеницима и монографијама. Аутор је рецензија и предговора за поетске збирке и ликовне каталоге. Уврштен је у поетске и музичке антологије у БиХ и СФРЈ. Награђиван је за поетске и прозне радове. Његова дјела преведена су на словеначки, албански, енглески, шпански, мађарски, фински, шведски, норвешки и руски језик. По броју од око 200 пјесама и текстова, најкомпонованији је аутор у историји Мостара. За текстове у забавној музици више пута је награђиван на најзначајнијим музичким фестивалима у СФРЈ. Сценариста је најпознатијих југословенских свечаности обиљежавања годишњица догађаја из НОБ и Дана младости. Први је предсједник Комисије за културно-забавни живот ЗОИ Сарајево. Био је оснивач ансамбла Мостарске кише 1974. године и њихов руководилац до почетка рата. Писао је текстове за најзначајније југословенске музичаре, међу којима су Индекси, Кемал Монтено, Ђорђе Новковић, Кићо Слабинац, Јадранка Стојаковић. Био је стручни савјетник у серији Алекса Шантић и филму Мој брат Алекса.

## Награде и признања
Добитник је више награда и признања у СФРЈ и у државама на простору бивше Југославије.
- Тринаестофебруарска награда града Мостара, 1981. (са саставом Мостарске кише).
- Тринаестофебруарска награда града Мостара, 1982.
- Плакета Босанског Петровца, 1985.
- Почасни грађанин Босанског Петровца, 2013. године.
- Награда „Скендер Куленовић”, 2018.

## Лични и породични живот
Мишо Марић је ожењен Азром, са којом има ћерку Милену. Током свог живота друговао је са југословенским културним великанима, међу којима су Скендер Куленовић, Зуко Џумхур, Перо Зубац, Мика Антић, Хајрудин Крвавац, Власта Кнезовић и други.